# 大家的歌
《大家的歌》，是日本放送協會（NHK）於電視與廣播各頻道（包含海外頻道）所播出的音樂節目，每集時長5分鐘。於電視頻道播出時為以動畫為主的短篇影像作品節目。最初為黑白影像、單聲道音訊播出，1971年4月1日開始為彩色影像播出，1996年開始以高畫質影像播出。音訊方面，1981年4月4日開始，於綜合頻道與FM廣播先以立體聲播出，之後，教育頻道亦於1990年10月1日起以立體聲播出（AM依然以單聲道播出）。

## 概述
隨著電視等媒體普及，出於對孩童模仿流行歌曲與廣告歌曲的擔憂，為了為孩童提供健康的歌曲，本節目因而開播。本節目製作人關山幹人表示，1960年代初期，隨著進入高度經濟成長期，電視因而普及，流行歌曲不斷湧現，希望「孩子們可以唱有美麗的歌詞與健康的旋律的歌曲」，《大家的歌》因而應運而生。
電視版與廣播版皆於1961年4月3日開播。第一首播出的歌曲是「綠色大牧場」。節目於2021年4月迎來開播60週年，與《與媽媽同樂》、《今日的料理》、《今日的健康》等NHK代表的長壽節目相同，皆受到廣泛喜愛。目前為止已播出並介紹超過約1500首歌曲。而雖然節目的主題曲曾數度變更，但節目標誌自内幸町（廣播中心舊址）時期起就幾乎從未改變。
節目基本上於5分鐘內播出2首約2分半的歌曲（節目原創歌曲，或《大家的歌》剪輯過的既存歌曲），1997年度開始，亦有時只會播出一首約5分鐘的歌曲。至2017年度為止，有2個新曲播出時段，重播過去歌曲的時段亦有3個。此外，亦有3個未於節目介紹內的電視單獨重播時段，由新曲與重播歌曲每2個月輪替播出，為一種「高效率輪播」。
節目有許多播出時段（詳見#播出時間等）。但因為是5分鐘的迷你節目，節目常因緊急新聞等節目調整而停播。
節目開播後不久為黑白影像、單聲道音訊播出。節目開播10週年的1971年4月1日，節目於NHK綜合頻道開始以彩色影像播出（當時教育頻道尚未開播），開播20週年的1981年4月4日，綜合頻道與NHK-FM廣播開始以立體聲播出（電視版於節目最後有時會有音訊淡出）。之後，隨著NHK教育頻道開始採用多聲道廣播，1990年10月1日起教育頻道亦以立體聲播出。目前除了AM廣播、NHK World Premium與日本國際廣播電台以外，所有的媒體管道皆以立體聲播出。
自開播以來，節目已誕生許多熱門歌曲，如「山口家的阿勉」、「火蠑螈」、「沒有郵票的禮物」、「美麗的名字」、「一元硬幣的旅程」、「圍成一圈來跳舞 〜Irei Aie〜」、「咬屁股蟲」等歌曲。其中，「山口家的阿勉」與「沒有郵票的禮物」等歌曲的唱片銷量甚至突破100萬張以上。
開播50週年的2011年7月12日，《今日焦點》播出以「《大家的歌》所見證的50年」為題的專題報導。
2021年4月3日，隨著迎來開播60週年，節目以「大家的歌60年 〜唱吧，從今以後〜」為主題，播出多個特別節目。

## 節目觀眾
節目剛開播時，主要鎖定國小高年級和國中生為對象。過去除了兒歌風格的歌曲外，亦有許多描寫青少年心理的歌。於1970年代，節目在兒童間的認知度很高，與富士電視台的《打開吧！Ponkikki》並列為電視兒童歌曲的兩大主要來源。而且，不同於其他電視歌曲，節目中的歌曲亦廣泛受到學校活動採用並傳唱。

根據一篇1996年的新聞報導，為了配合早晨的播出時段，節目的選曲傾向變得多樣化，涵蓋了針對母親、兒童、年輕人及母子等不同層面的歌曲。

## 歌曲特色
早期節目內容的「三大支柱」是：為外國歌曲填上日文歌詞的歌曲、日本的愛唱曲和被埋沒的名曲，以及原創歌曲。當時節目亦曾介紹古典樂歌手演唱的流行歌曲，或是由兒童合唱團演唱成人向歌曲。1970年左右開始，節目逐漸以專為《大家的歌》創作的原創歌曲為主。1976年度（4月播出）之後，節目決定了新歌基本上全部由原創歌曲組成的方針。據當時相關人士表示，這項改變的契機是前一年《打開吧!Ponkikki》播出的《游吧!鯛魚燒君》大受歡迎。
由於節目「兒童取向」、「健康」的原則，節目初期曾修改過暗示戀愛的歌詞，例如在《銀白世界呼喚你》（白銀はまねくよ）中，將歌詞「雪山是戀人」修改成「雪山是朋友」。
在1997年後設定「5分鐘1首歌」的時段之前，節目固定在5分鐘內播出2首歌曲，因此每首歌的時間長度被限制在130至160秒左右。為此，許多歌曲，特別是新音樂歌手的歌曲，常會採取一些措施，例如只播出第一段（省略第二段及之後的部分，直接進入結尾），或者為了《大家的歌》而重新編曲，縮短了開頭、間奏和結尾的時間。如果省略了某段副歌，NHK出版（舊名：日本放送出版協會）發行的歌詞本上，會在該部分加上括號，並註明「由於節目播出時間限制，標有★的部分省略播出」。

專為節目創作的歌曲，其音樂出版權（版權）大多由NHK出版所有。另一方面，若節目採用以發行CD為前提的新音樂系歌手原創歌曲，通常是由該歌手或創作者所屬的音樂出版社出資參與製作，因此版權多數歸其所有。由於重播需要向音樂出版社支付版權費，因此NHK出版沒有版權的歌曲重播率相對較低。節目歌詞本或樂譜的下方亦會註明版權所有者的名稱。

## 播出時間
- 1969年4月7日 - 1979年3月31日與1984年4月2日 - 1988年4月2日期間，綜合頻道亦曾於週一至週六的17:55 - 18:00播出。當時該時段前後節目皆為兒童節目。
- 此外，2010年3月之前，週一至週六的 9:55 - 10:00時段曾與《與媽媽同樂》於1976年至1997年間為連續節目時段。該時段原為針對幼兒觀眾，但在1998年取消時段後，《大家的歌》殘存單獨播出。
- 曾有一段時間，綜合頻道播出新歌，教育頻道則重播過去歌曲，並依據不同的廣播波段進行區分，但目前所有波段均以改為混合編成，故新歌與重播歌曲已幾乎完全為混合播出。
- 在電視頻道上播出時，就播出時間而言，類別訊號與數位訊號是共通的。但在多頻道時段（僅於數位訊號教育頻道）時，節目會於主頻道播出（子頻道不播出）。
- 至2000年代初期，有時在廣播第1或FM的11:50 - 12:00、18:50 - 19:00地方時段內，部分放送局會讓本節目與《聲音風景》交替播出前5分鐘（廣播第1為週日、週一、週三、週五。FM為週二、週四、週六）。（在這種情況下，2波段不會同時播出，而是一個頻道播出《大家的歌》，另一個頻道播《聲音風景》）。目前11:50 - 11:55的時段，週六在FM播出，週日在廣播第1頻率播出，若週二和週四為國定假日，或廣播第1頻率進行國會直播（日语：国会中継）時才於FM播出（但週末和國定假日的11:50 - 11:55時段，有些地區會於11:55開始播出氣象與交通資訊，而為IP同步廣播服務（日语：インターネットラジオ）的2個平台「NHK網路廣播電台 radio★radio（日语：NHKネットラジオ らじる★らじる）」與「radiko」則會播出備用節目）。
- 教育頻道的平日18:55 - 19:00時段已於2010年3月26日結束，綜合頻道平日的9:55 - 10:00時段與NHK教育頻道的週二至週四14:50 - 14:55時段亦於同年3月25日結束。在教育頻道，2010年3月29日至2012年3月28日曾有週一至週四的19:50 - 19:55時段，而2010年4月2日至2011年3月25日則有週五的19:55 - 20:00時段。
- 2021年度前，仙台放送局曾有一段時間將週三16:00 - 16:05的時段替換播出「Yappee體操」。
- 自2020年3月開始的NHK+服務中，部分歌曲僅提供同步直播，不提供回放觀看，但偶數月的1日會提供回放觀看。

## 備註